# Conseil national des droits de l'homme (Maroc)
 (avril 2022).
 (avril 2022).
Si vous disposez d'ouvrages ou d'articles de référence ou si vous connaissez des sites web de qualité traitant du thème abordé ici, merci de compléter l'article en donnant les références utiles à sa vérifiabilité et en les liant à la section « Notes et références ».
Au Maroc, le Conseil national des droits de l'Homme (CNDH) est, selon les termes du Dahir n° 1-11-19 du 3 mars 2011 l'ayant créé, une institution pluraliste et indépendante chargée de connaître toutes les questions relatives à la défense et à la protection des droits de l’Homme et des libertés, à la garantie dans leur exercice et à leur promotion, ainsi qu’à la préservation de la dignité, des droits et libertés individuels et collectifs des citoyens, dans un respect strict des références nationales et universelles en la matière.
Il a remplacé le Conseil consultatif des droits de l'homme créé en 1990 par le roi Hassan II.

## Présentation
Le Conseil national des droits de l’Homme est l’institution nationale chargée de la promotion et de la protection des droits de l’Homme au Royaume du Maroc. Créé en mars 2011 (remplaçant l’ancien Conseil consultatif des droits de l’Homme créé en 1990), le Conseil élabore des rapports annuels sur la situation des droits de l’Homme qu’il présente devant des deux chambres du parlement. Il élabore également des rapports thématiques sur des questions spécifiques des droits de l’Homme et effectue des visites aux différents lieux de privation de liberté.
Doté de treize commissions régionales, le Conseil observe la situation des droits de l’Homme dans les différentes régions du Maroc et peut intervenir par anticipation chaque fois qu’il s’agit d’un cas de tension qui pourrait aboutir à une violation individuelle ou collective des droits de l’Homme.
Le Conseil national des droits de l’Homme est une institution accréditée au statut A par le Comité international de coordination des institutions nationales des droits de l’Homme depuis 2002.

## Pouvoirs
Le Conseil national des droits de l’Homme a vu ses missions s’élargir en matière de protection des droits de l’Homme en vertu du dahir du 1er mars 2011. Le nouveau mandat du Conseil se distingue aujourd’hui des anciens mandats en matière de protection des libertés individuelles et collectives des citoyens par l’intervention par anticipation, ainsi qu'un mandat régional distribué sur 13 régions du Royaume.
Le CNDH est doté de prérogatives plus larges et d’attributions aussi bien au niveau national et régional qui lui garantissent plus d’indépendance et d’impact dans la protection et la défense des droits de l’Homme.
En matière de protection et défense des droits de l’Homme et libertés le CNDH :
- Veille à l’observation, à la surveillance et au suivi de la situation des droits de l’Homme aux niveaux national et régional;
- Surveille les cas de violations et peut procéder aux investigations et enquêtes nécessaires;
- Élabore des rapports sur ses observations et investigations et les soumet aux autorités compétentes accompagnés des recommandations y relatives;
- Le CNDH, peut dans le cadre des missions qui lui sont dévolues et en coordination avec les autorités concernées, intervenir par anticipation et urgence chaque fois qu’il s’agit d’un cas de tension qui pourrait aboutir à une violation individuelle ou collective des droits de l’Homme;
- Contribue à la mise en œuvre des mécanismes prévus par les conventions internationales relatives aux droits de l’Homme auquel le Maroc a adhéré;
- Effectue des visites aux lieux de détention et aux établissements pénitentiaires, les centres de protection de l’enfance et de la réinsertion, les établissements hospitaliers spécialisés dans le traitement des maladies mentales et psychiques et aux lieux de rétention des étrangers en situation irrégulière et élabore des rapports sur les visites et les soumet aux autorités compétentes;
- Examine et étudie l’harmonisation des textes législatifs et réglementaires en vigueur avec les conventions internationales des droits de l’homme et au droit international humanitaire et propose les recommandations qu’il juge opportunes aux autorités gouvernementales;
- Contribue à l’élaboration des rapports du gouvernement à soumettre aux organes de traités;
- Apporte conseil et assistance au parlement et gouvernement en matière d’harmonisation des projets ou propositions de lois avec les conventions internationales, sur leur demande;
- Encourage l’adhésion du Maroc aux conventions internationales des droits de l’Homme et au droit international humanitaire.

En matière de promotion des droits de l’Homme, le CNDH :
- Veille à la promotion des principes et des règles du droit international humanitaire et œuvre à leur consolidation;
- Contribue par tous les moyens à la promotion de la culture des droits de l’Homme et de la citoyenneté;
- Soumet à Sa Majesté des rapports annuels et thématiques sur les droits de l’Homme;
- Présente devant chacune des deux chambres du parlement le contenu des rapports. Le rapport annuel sur la situation des droits de l’Homme et les perspectives d’action du Conseil est publié dans le bulletin officiel.

Par ailleurs, le CNDH est doté de compétences régionales à travers des commissions régionales des droits de l’Homme dont les présidents sont nommés par Dahir. Ces commissions régionales ont pour missions d’assurer le suivi et le contrôle de la situation des droits de l’Homme au niveau régional, recevoir et examiner les plaintes et les violations qui leur sont soumises et élaborer des rapports spéciaux ou périodiques sur les mesures prises pour le traitement des affaires et des plaintes à caractère régional ou local. Les commissions assurent la mise en œuvre des programmes et projets du Conseil en matière de promotion des droits de l’Homme en coopération avec les acteurs locaux, elles contribuent à encourager et à faciliter la création des observatoires régionaux des droits de l’Homme qui assurent le suivi de l’évolution des droits de l’Homme au niveau régional.
Le CNDH est doté de compétences en matière de droit international humanitaire. Ainsi, en coordination avec les autorités concernées, il veille à la coordination des activités des différentes autorités, fait le suivi de l’application des conventions internationales auxquelles le Maroc a adhéré, contribue au programme de formation et de sensibilisation y relatif et développe les relations de coopération et de partenariat en vue de favoriser l’échange d’expertise avec le Comité international de la Croix-Rouge et toutes les instances concernées par le droit international humanitaire.